# Julia Dietze
Julia Dietze (Marsella, 9 de enero de 1981) es una actriz alemana.

## Biografía
Dietze es hija del artista e ilustrador alemán Mathias Dietze. Su madre nació en Marsella. Julia creció junto a dos hermanas menores en Múnich.
Hizo su primera aparición en la película Soloalbum de Gregor Schnitzler, a la que siguieron Fickende Fische de Almut Getto y Was nützt die Liebe in Gedanken de Achim von Borries, además de algunas apariciones en películas para la TV como Guetto kids, Echte Männer? y Die Stimmen.
Su primer papel para la televisión fue en Mädchen Nr. 1, dirigida por Stefan Holtz.
En febrero de 2009 se anunció que Dietze haría el papel principal en la comedia de ciencia ficción Iron Sky, del director independiente Timo Vuorensola. El filme se estrenó en febrero de 2012.

## Filmografía
Cine 
- Fickende Fische (2001)
- Lili (2003)
- Soloalbum (2003)
- Was nützt die Liebe in Gedanken (2004)
- Pura Vida Ibiza (2004)
- Schwarze Erdbeeren (2005) – Black Strawberries
- Liebes Leid und Lust (2006) – Love Pain and Pleasure
- Erkan & Stefan in Der Tod kommt krass (2006)
- Oktoberfest (2006)
- Ein Fall für KBBG (2007)
- Warum du schöne Augen hast (2008) – Why Do You Have Beautiful Eyes
- Little Paris (2008)
- Lauf um Dein Leben – Vom Junkie zum Ironman (2008) – Run for Your Life – From Junkie to Ironman
- Robert Zimmermann wundert sich über die Liebe (2008)
- 1½ Knights – In Search of the Ravishing Princess Herzelinde (2008)
- Lucky Fritz (2009)
- 205 - Room of Fear (2011)
- Iron Sky (2012)
- Berlin Kaplanı (2012)